# 红叶藤属
红叶藤属（学名：Rourea）是牛栓藤科下的一个属，为直立或攀援状灌木植物。该属共有80－90种，分布于热带地区。
属名Rourea来源于希腊语ros、roris，意为露水。